# Amargosa Valley
Amargosa Valley (antigamente  Lathrop Wells) é uma comunidade não incorporada do condado de Nye, estado de Nevada, nos Estados Unidos .

## Geografia
Amargosa Valley fica localizada a uma altitude de 805 metros. A paisagem é típica de regiões áridas, com solos arenosos. A vegetação predominante consiste em  ambrosia dumosa e  larrea tridentata, com algumas yucca brevifolia e cactos altas. Também aí foram introduzidas outras espécies vegetais.

## Descrição
O nome da comunidade é devido ao Rio Amargosa que corre entre o vale de Amargosa no Nevada e o Vale da Morte, onde termina no estado da Califórnia. Como outros rios de deserto, este rio corre à superfície, apenas quando raras chuvas caem, exceto num segmento perto de Shoshone, na Califórnia, onde o rio corre permanentemente. O nome Amargosa Valley é usado localmente referindo-se ao atual vale geográfico, se bem que a maior parte, coincida com o Deserto Amargosa que surge em muitos mapas da região. A área povoada deo Deserto de Amargosa situa-se entre U.S. 95 a norte e a fronteira com a Califórnia a sul. Alguma das ruas da comunidade atravessam partes do vizinho estado da Califórnia. A maioria da fronteira entre os estados do Nevada e a Califórnia é contígua com as fronteiras do Parque Nacional do Vale da Morte. A fronteira do parque nacional estende-se no Nevada próximo Beatty, aproximadamente a 50 quilómetros de Amargosa Valley. Amargosa Valley fica a aproximadamente  142 quilómetros a noroeste de Las Vegas, 56 quilómetros de Pahrump e 39 quilómetros a norte de Death Valley Junction, na Califórnia.

## História
Não sabemos ao certo quando é que surgiram os primeiros seres humanos no Deserto Amargosa. Antigos acampamentos foram encontrados com cerca de 10.000 anos, nos finais da última Idade do Gelo. Recentes achados arqueológicos no vale sugerem um extenso uso por povos aborígenes que antes eram estimados. Foram achados fragmentos de olaria e de outros materiais datando de cerca doa no 1000 ou mesmo de data anterior. Durante o século XIX, dois grupos de nativos ocuparam Amargosa Valleu: os Paiutes do sul e os Shoshone Ocidentais. Ambos os povos viviam do ambiente natural, subsistindo de plantas selvagens e aves de caça.
Por volta de 1800, chegaram ao Amargosa Valley espanhóis, índios de várias etnias e montanheses.
Depois do inverno terrível suportado pelo Donner Party em 1847 nas montanhas da Sierra Nevada que aconteceu antes das notícias da descoberta do ouro virem a público, um grupo de pioneiros chegou em 1849 ao  Great Salt Lake. Eles organizaram-se em torno da liderança do Capitão Hunt em direção à área  San Bernardino–Los Angeles.
A comunidade de Amargosa Valley foi fundada em 1905, devido à exploração de bórax. Em 1907, duas linhas férreas começaram a funcionar para explorar os minérios de bórax, ouro, prata, chumbo e outros minérios na região envolvente. O desenvolvimento da região não começou antes da década de 1950. A energia elétrica (a não ser geradores privados) só chegaram a 1963. Até aos inícios da década de 1990 o crecimento demográfico era insignificante. Mais recentemente, graças ao crescimento de Las Vegas, Amargosa Valley tem ganho novos residentes.Amargosa Valley tem posto de correios e o seu código Zip é 89020.

## Transportes
As principais autoestradas que servem  Amargosa Valley são U.S. Route 95 que corre no sentido norte-sul ligando  Las Vegas e  Reno, e a State Route 373, que corre no sentido este-oeste ligando Amargosa Valley a Death Valley Junction via California State Route 127.

## Recreação
Amargosa Valley possui várias atrações recreativas, naturais e humanas. Ash Meadows National Wildlife Refuge ocupa  93 km²) nascentes e charcos selvagens e é gerido pelo United States Fish and Wildlife Service. O refúgio fornece habitat a pelo menos vinte e quatro plantas e animais não encontrados em mais nenhum lugar do mundo. Quatro peixes  (Devil's Hole Pupfish, Ash Meadows Amargosa Pupfish, Warm Springs Pupfish, ed Ash Meadows Speckled Dace), um inseto (Ash Meadows Naucorid), e uma planta  (Amargosa Nitewort) estão regist(r)adas como espécies ameaçadas . Pode-se chegar ao Ash Meadows NWR  via SR 373 em Amargosa Valley, SR 160 próximo Crystal ou através da  Bell Vista Road a oeste de  Pahrump. .
Big Dune é uma formação de dunas de areia As dunas são administradas pelo  BLM e está aberto para usos motorizados ou não.  Big Dune é acessível através do Valley View Road,aproximadamente a quatro quilómetros a sul da  U.S. 95.
Cherry Patch Ranch II é um bordéis legais no estado do Nevada. Fica localizada na esquina entre a U.S. 95 e  SR 373. Longstreet Hotel, Casino, e RV Resort é um serviço de hotel e casino, com restaurantes e veículos recreativos. O hotel está localizado na   SR 373, próximo da fronteira com a Califórnia. O hotel é popular com visitantes próximos do  Parque Nacional do Vale da Morte.